# Algansea
El género Algansea pertenece a la familia Cyprinidae de peces de agua dulce incluida en el orden Cypriniformes, distribuidos fundamentalmente por ríos de México de donde casi todas las especies son endémicas.
Dada su valor como fuente de alimentación humana algunas especies son cultivadas en acuicultura.

## Especies
Existen 7 especies agrupadas en este género:
- Algansea aphanea (Barbour y Miller, 1978) - Pupo del Ayutla
- Algansea avia (Barbour y Miller, 1978) - Pupo de Tepic
- Algansea barbata (Alvarez y Cortés, 1964) - Pupo del Lerma
- Algansea lacustris (Steindachner, 1895) - Acúmara
- Algansea monticola (Barbour y Contreras-Balderas, 1968) - Pupo del Juchipila
- Algansea popoche (Jordan y Snyder, 1899) - Popocha
- Algansea tincella (Valenciennes, 1844) - Pupo del Valle